# Hořátev (przystanek kolejowy)
Hořátev – przystanek kolejowy w miejscowości Hořátev, w kraju środkowoczeskim, w Czechach. Znajduje się na wysokości 190 m n.p.m..
Jest zarządzany przez Správę železnic. Na przystanku nie ma możliwości zakupu biletów, a obsługa podróżnych odbywa się w pociągu. 

## Linie kolejowe
- 060 Poříčany – Nymburk